# كأس آسيا تحت 20 سنة 2025
كأس آسيا تحت 20 سنة 2025 هي النسخة الثانية والأربعون من بطولة آسيا للشباب تحت 20 عاما (بما في ذلك النسخ السابقة من بطولة الشباب الآسيوية وبطولة آسيا تحت 19 سنة)، وهي بطولة كرة القدم الدولية للشباب التي ينظمها الاتحاد الآسيوي لكرة القدم (AFC) لمنتخبات الرجال تحت 20 سنة في آسيا.
في 24 مايو 2024، أعلن الاتحاد الآسيوي لكرة القدم أن الصين ستستضيف البطولة.
يشارك في البطولة 16 فريقًا. ستتأهل الفرق الأربعة الأولى إلى كأس العالم تحت 20 سنة لكرة القدم 2025 في تشيلي كممثلين عن الاتحاد الآسيوي.
يحمل منتخب أوزبكستان تحت 20 سنة لكرة القدم لقب البطولة، بعد أن فاز باللقب في كأس آسيا تحت 20 سنة 2023.

## التصفيات
أقيمت مباريات التصفيات بين 21 و29 سبتمبر 2024.

### الفرق المتأهلة
تأهل ما مجموعه 16 فريقًا، بما في ذلك الدولة المستضيفة الصين، إلى البطولة النهائية.
| الفريق         | مؤهل كـ                   | الظهور | أفضل أداء سابق                                                                      |
| -------------- | ------------------------- | ------ | ----------------------------------------------------------------------------------- |
| الصين          | المستضيف                  | 20th   | البطل (1985)                                                                        |
| سوريا          | الفائز في مجموعة الأولى ‏  | 12th   | البطل (1994)                                                                        |
| أوزبكستان      | الفائز في Group B         | 9th    | البطل (2023)                                                                        |
| كوريا الجنوبية | الفائز في Group C         | 40th   | البطل (1959 ‏، 1960 ‏، 1963 ‏، 1978، 1980، 1982 ‏، 1990 ‏، 1996، 1998، 2002، 2004، 2012) |
| السعودية       | الفائز في Group D         | 15th   | البطل (1986، 1992، 2018)                                                            |
| كوريا الشمالية | الفائز في Group E         | 14th   | البطل (1976 ‏، 2006، 2010)                                                           |
| إندونيسيا      | الفائز في Group F         | 20th   | البطل (1961 ‏)                                                                       |
| إيران          | الفائز في Group G         | 22nd   | البطل (1973، 1974 ‏، 1975، 1976 ‏)                                                    |
| العراق         | الفائز في Group H         | 19th   | البطل (1975، 1977، 1978، 1988، 2000)                                                |
| اليابان        | الفائز في Group I         | 39th   | البطل (2016)                                                                        |
| قطر            | الفائز في Group J         | 16th   | البطل (2014)                                                                        |
| اليمن          | الأول في best runners-up  | 8th    | الربع النهائي (1975)                                                                |
| قرغيزستان      | الثاني في best runners-up | 3rd    | مرحلة المجموعات (2006، 2023)                                                        |
| أستراليا       | الثالث في best runners-up | 9th    | الوصيف (2010)                                                                       |
| تايلاند        | الرابع في best runners-up | 34th   | البطل (1962 ‏، 1969 ‏)                                                                |
| الأردن         | الخامس في best runners-up | 9th    | المركز الرابع (2006)                                                                |